# Тёк (деревня)
 Тёк  — деревня в Глазовском районе Удмуртии в составе  сельского поселения Парзинское.

## География
Находится на расстоянии примерно 26 км на юг по прямой от центра района города Глазов. 

## История
Известна с 1873 года как починок Верх-Озегвайская (Текеево, Тек), где было дворов 8 и жителей 99, в 1905 (деревня Тековская или Верх-Озегвай) 24 и 267, в 1924 (Тек) 42 и 305 (все удмурты). 

## Население
Постоянное население  составляло  14 человек (удмурты 71%, русские 29%) в 2002 году, 3 в 2012.